# カントール分布

カントール分布の累積分布関数

カントール分布（カントールぶんぷ、英: Cantor distribution）とは、累積分布関数がカントール関数である確率分布のことである。
この分布はルベーグ測度に関して絶対連続ではなく、どのような点質量も持たないため、確率密度関数も確率質量関数も存在しない。したがってこの分布は離散確率分布でも絶対連続確率分布でもなく、それらを組み合わせたものでもない。この分布はむしろ特異分布の一例である。
この分布の累積分布関数は、しばしば「悪魔の階段」と呼ばれる。しかしこの用語はより一般的な意味を持つものである。

## 特徴
カントール分布の台はカントール集合、つまり（可算個の）集合
{\displaystyle {\begin{aligned}C_{0}=&[0,1]\\C_{1}=&[0,{\tfrac {1}{3}}]\cup [{\tfrac {2}{3}},1]\\C_{2}=&[0,{\tfrac {1}{9}}]\cup [{\tfrac {2}{9}},{\tfrac {1}{3}}]\cup [{\tfrac {2}{3}},{\tfrac {7}{9}}]\cup [{\tfrac {8}{9}},1]\\C_{3}=&[0,{\tfrac {1}{27}}]\cup [{\tfrac {2}{27}},{\tfrac {1}{9}}]\cup [{\tfrac {2}{9}},{\tfrac {7}{27}}]\cup [{\tfrac {8}{27}},{\tfrac {1}{3}}]\cup \\&[{\tfrac {2}{3}},{\tfrac {19}{27}}]\cup [{\tfrac {20}{27}},{\tfrac {7}{9}}]\cup [{\tfrac {8}{9}},{\tfrac {25}{27}}]\cup [{\tfrac {26}{27}},1]\\C_{4}=&\cdots \end{aligned}}}
の共通部分である。
カントール分布は、任意の Ct (t ∈ {0, 1,  2, 3, …}) に対して、カントール分布の確率変数を含む Ct 内のある特定の区間が、その 2t 個の各区間の上で恒等的に 2−t であるような唯一つの確率分布である。

## モーメント
対称性により、この分布を持つ確率変数 X に対して、その期待値は E(X) = 1/2 となり、すべての X の奇中心モーメントは 0 であることが簡単に分かる。
分散 var(X) を求める上で、全分散の法則を次のように用いることができる。上述の集合 C1 に対して、X ∈ [0, 1/3] であれば Y = 0 とし、X ∈ [2/3, 1] であれば Y = 1 とする。このとき、
{\displaystyle {\begin{aligned}\operatorname {var} (X)&=\operatorname {E} (\operatorname {var} (X\mid Y))+\operatorname {var} (\operatorname {E} (X\mid Y))\\&={\frac {1}{9}}\operatorname {var} (X)+\operatorname {var} \left\{{\begin{matrix}1/6&{\mbox{with probability}}\ 1/2\\5/6&{\mbox{with probability}}\ 1/2\end{matrix}}\right\}\\&={\frac {1}{9}}\operatorname {var} (X)+{\frac {1}{9}}.\end{aligned}}}
が得られる。これより
{\displaystyle \operatorname {var} (X)={\frac {1}{8}}}
が得られる。任意の偶中心モーメントに対する閉形式表現は、初めに偶キュムラント
{\displaystyle \kappa _{2n}={\frac {2^{2n-1}(2^{2n}-1)B_{2n}}{n\,(3^{2n}-1)}},\,\!}
を得、続いてそのキュムラントの関数としてモーメントを表現することで得られる。ここで B2n は 2n 番目のベルヌーイ数である。